# Tomomi Miyamoto
Tomomi Miyamoto (宮本 ともみ Miyamoto Tomomi?), född 31 december 1978, är en japansk tidigare fotbollsspelare.
Tomomi Miyamoto debuterade för japans landslag den 8 juni 1997 i en 1–0-vinst över Kina. Hon spelade 77 landskamper för det japanska landslaget. Hon deltog bland annat i fotbolls-VM 1999, fotbolls-VM 2003, fotbolls-VM 2007 och OS 2004.